# البقيعة
البقيعة (بالعبريَّة: פְּקִיעִין) هي مجلس محلي ذات أغلبية درزية في الجليل، وتقع إداريًا في المنطقة الشمالية شمال إسرائيل. تقع على بعد ثمانية كيلومترات شرق معالوت ترشيحا في الجليل الأعلى. في عام 2021 بلغ عدد سكانها 6,026 نسمة.
ذكرها اليهود أول مرة في عام 1522 وقالوا أنَّ شمعون بار يوحاي وإبنه إلعازر اختبأ فيها 12 سنة، هرباً من الرومان، في مغارة نمت فوقها خروبة تغذياً من ثمارها، وقد كانت العين قريبة منها واستقيا منها ما احتاجا من الماء، وقد احترم سكان البقيعة الموقع وأسموه «خروبة الصدّيق» ولم يمسوها بأي آذى. وقد كان لليهود كنيس في البقيعة بُني عام 1873. وبقي اليهود في البقيعة حتى ثورة فلسطين 1936، ومع ذلك لم ينقطع الوجود اليهودي بين السكان الدروز والمسيحيين والمسلمين حتى هذا اليوم، رُغم ما أصابه مد وجزر.
تُعرف البقيعة بكثرة العيون فيها منها عين الجوانية والبرانية والطواحين والورقة وعين طبرية غرباً، الأمر الذي جعلها مصدراً لخضروات وفواكة الكثير من القرى المجاورة. كانت مساحة أراضيها 1,4196 دونماً، وهي بين كسرى-كفرسميع من الغرب، سحماتا من الجبل وكتلة جبل الجرمق من الشرق، يديرها مجلس محلي منذ عام 1958.

## تاريخ

### العصور القديمة
تم العثور على مقتنيات مثل الأواني الفخارية وأوسيواري من العصر النحاسي في البلدة، إلى جانب موقع خاص بالدفن بالقرب منها. وكشفت دراسة تعود إلى عام 2018 أجراها باحثون من جامعة تل أبيب وهيئة أثار إسرائيل وجامعة هارفارد أنّ 22 شخص من أصل 600 شخص دفنوا في كهف بقعين من العصر النحاسي كانوا من كل من بلاد الشام المحلية وبلاد فارس وزاغروس. أو على النحو الوارد في الورقة نفسها: "الحمض النووي القديم من إسرائيل العصر النحاسي يكشف عن دور الخليط السكاني في التحول الثقافي"، وخلّص العلماء إلى أن المجتمع المتجانس المدفون في الكهف يمكن أن يكون حوالي 57% من أسلافها مصدرها من المجموعات المرتبطة بالعصر الحجري الحديث في بلاد الشام، في حين تربط حوالي 26% بالمجموعات المرتبطة بالعصر الحجري الحديث الأناضولي، وترتبط حوالي 17% بالمجموعات ذات الصلة لتلك من العصر النحاسي في إيران". لاحظ العلماء أن المادة الوراثية لزاغروس تحوي على "بعض الخصائص، مثل الطفرات الوراثية التي تساهم في لون العين الزرقاء، والتي لم يتم رؤيتها في نتائج اختبار الحمض النووي لبقايا الإنسان المشرقي السابقة... لم يستمر المجتمع ذو العين الزرقاء والبشرة الفاتحة، لكن على الأقل أصبح لدى الباحثين فكرة عن السبب". و"تشير هذه النتائج إلى أن صعود وسقوط ثقافة العصر النحاسي تعود على الأرجح إلى التغيرات الديموغرافية في المنطقة".
ذكر يوسيفوس فلافيوس قرية باكا كتابه «الحروب اليهودية» والتي يُعتقد أنها البقيعة. وفقًا ليوسيفوس فلافيوس، كانت هذه الحدود بين مملكة أغريباس الثاني وصور.
ترتبط مجموعة من التقاليد اليهودية مع البقيعة في كثير من الأحيان، والتي تظهر في الكتابة تحت أسماء باكا أو بكيعين، والتي أدت إلى نظرية أن الجالية اليهودية عاشت هناك بشكل مستمر من فترة الهيكل الثاني. وفقًا للتلمود، أدار الحاخام يهوشع بن حنانيا بيت مدراش، واختبأ كل شمعون بار يوحاي وإبنه إلعازر اختبأ في كهف هرباً من الرومان لمدة 12 عامًا، كما وذهب شمعون بار يوشاي إلى تعليم في المدينة. ومع ذلك، هناك أدلة على أن تحديد الربانية البقيعية مع بلدة البقيعة تعود إلى العهد العثماني، وقد تم اقتراح مواقع أخرى في جوار رحوفوت. الكتابة الأولى حيث يشير اسم البقيعة أو بكيعين بلا شك إلى هذه القرية هو من كتاب سفر عبري يعود إلى عام 1765.

### الحقبة الصليبية

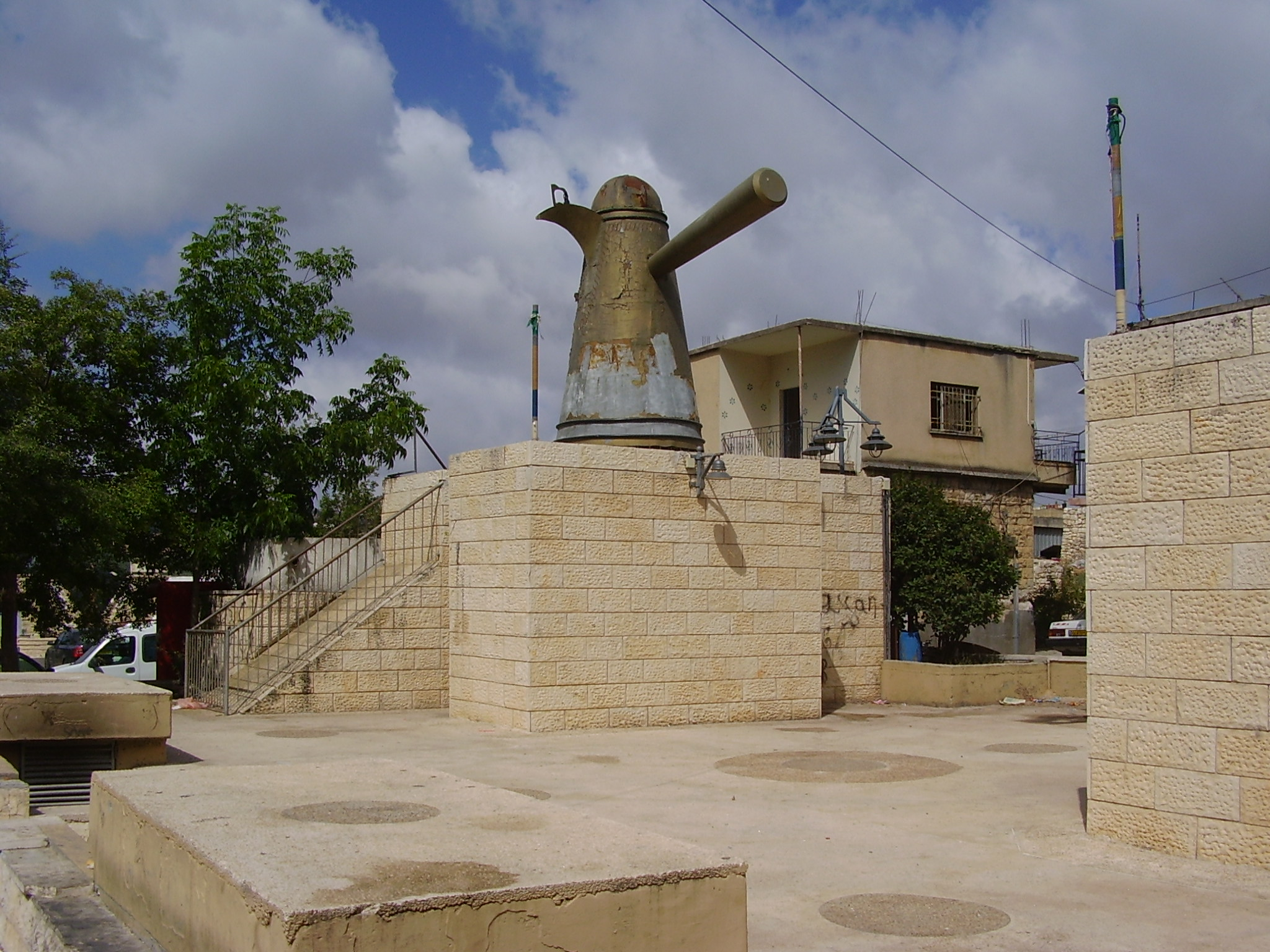
تمثال الفنجان في البقيعة.

في الحقبة الصليبية كانت البقيعة معروفة باسم بوكيل أو بوكاهيل وبَكادِس. وهي إلى جانب العديد من القرى الأخرى في المنطقة، كان جزءًا من سيادة سانت جورج، واحدة من أكبر القرى في منطقة عكا. في القرن الثاني عشر، سيطر هنري دي ميلي على القرية، وبعد وفاته ورثته بناته الثلاث.
تزوجت ابنة هنري دي ميلي الثالثة والأصغر، أغنيس ميلي، من جوسلين الثالث كونت الرها. وفي عام 1220، باعت ابنتهما بياتريكس دي كورتيناي وزوجها أوتو فون بوتنلوبين كونت هينبرج، أرضهم، بما في ذلك «ثلث إقطاعة سانت جورج» و«ثلث قرية بوكيل»، إلى فرسان تيوتون. وخلال هذه الحقبة كانت القرية متصلة بطريق إلى كاستيلوم ريجيس. عاد المسيحيين الأرثوذكس إلى البقيعة إثر طرد صلاح الدين الأيوبي للصليبيين، ولكنهم سكنوا منطقة التليل، ومع الوقت عادوا إلى القرية الحاليّة. ويذكر أنّ 90% من المساحة المتاحة بموقع التليل، مُلك للعائلات المسيحية الأرثوذكسية.

### الحقبة العثمانية
إندمجت البقيعة في الدولة العثمانية في عام 1517 مع بقية فلسطين، وظهرت في سجلات الضرائب في عام 1596 ضمن ناحية عكا من لواء صفد. وكان عدد سكان القرية حوالي 77 أسرة وحوالي سبعة عُزاب وكان جميعهم من المُسلمين، بالإضافة إلى 79 أسرة يهودية. دفع القرويون ضرائب على العائدات العرضية وعلى الماعز وخلايا النحل ومكبسة الزيتون أو العنب والجزية. تم فرض ضريبة على غزل الحرير، والتي كانت قد فرضت في عام 1555 على ست قرى تحيط بجبل الجرمق، وكانت القرية الأعلى ارتفاعاً في البقيعة. وشهدت صناعة الحرير أيضًا توثيقاً في تقرير يعود إلى عام 1602، تم توثيق وجود العديد من أشجار التوت القديمة في القرية.
قُدر عدد السكان اليهود في عام 1525 بحوالي 33 أسرة، وشهدت أعدادهم ارتفاعًا وانخفاضًا واستقرارًا وارتفاعًا آخر قبل عام 1596. يُقال إن بعض الأسر الكوهانية هاجرت من كفر عنان، ربما في أواخر القرن السادس عشر. من المحتمل أن عائلة علماني جاءت من قرية علما.

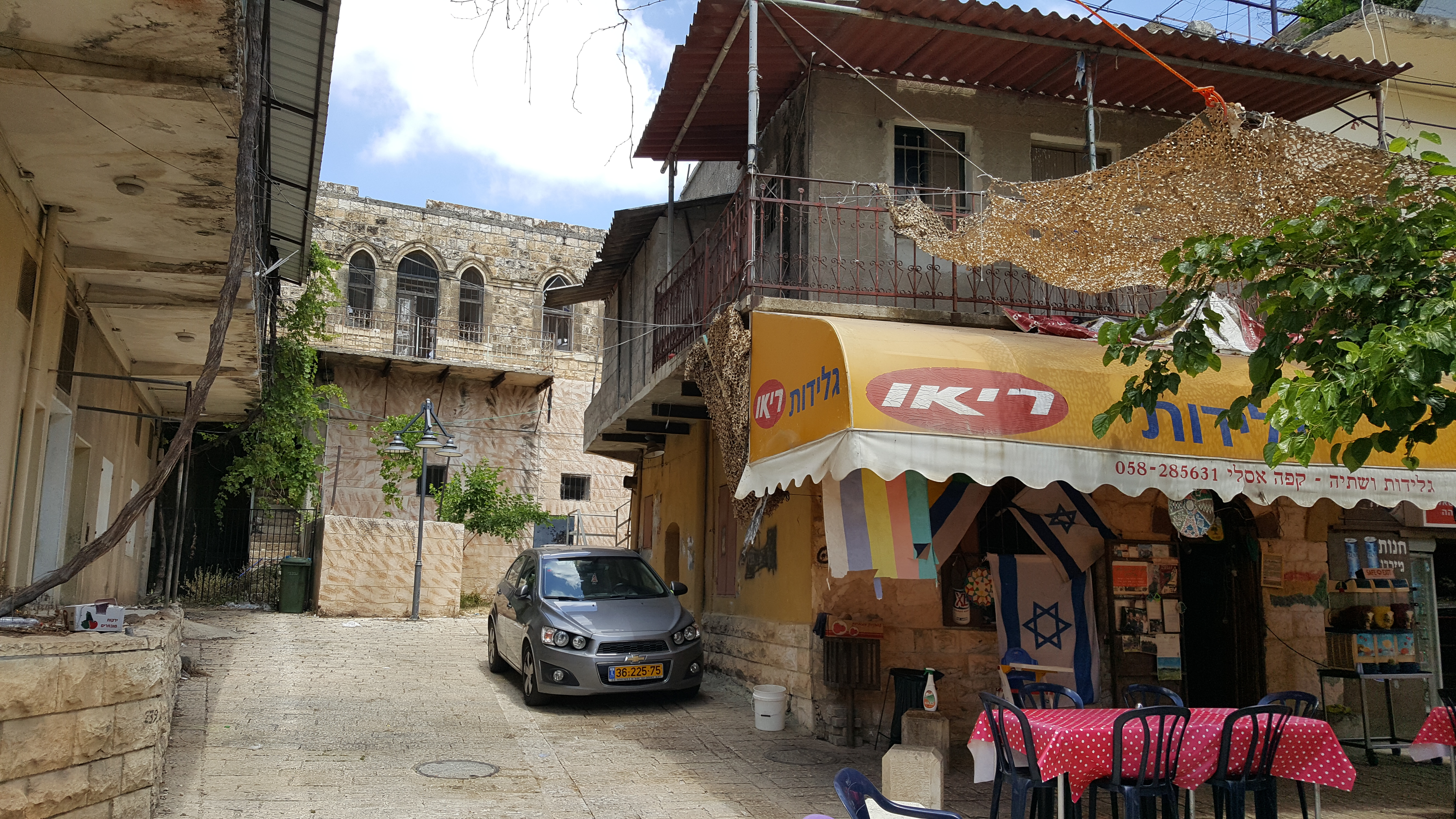
جانب من أحياء البقيعة القديمة.

في عام 1875 قام المستكشف الفرنسي فيكتور جويرين بزيارة القرية ووصفها بأنه: «يبلغ عدد سكانها في الوقت الحالي 600 نسمة وهم من - الدروز والروم المتحدون والروم المنشقون، إلى جانب عدد قليل من العائلات اليهودية، التي تنحدر من السكان القدامى في البلاد. كل عام في يأتي بالصيف عدة مئات من اليهود من طبريا لتجاوز الموسم الحار، ومعظم هؤلاء اليهود قدموا أصلاً من أوروبا، وهم سعداء في العثور على آخر سُلالات السكان الأصليين من اليهود. في البقيعة، وبفضل ينبوعان ينبعان من جانب التل، يزرعان على المنحدرات وإلى قاع الوادي حدائق لذيذة، تسقيها تيارات عديدة. تنمو هنا على مدرجات مختلفة، وتحفظها جدران كبيرة، ربما أشجار فواكه قديمة من جميع الأنواع، مثل الليمون والبرتقال والرمان والتين والتوت، حيث تزدهر الكرمة بشكل رائع، كما هو موضح من قبل جذوعها الضخمة. لدى الروم المتحدون كنيسة صغيرة وجدتها مغلقة؛ ويمتلك الروم المنشقون أيضًا كنيسة واحدة قد حلت محل الحرم المسيحي القديم. لم يبق منه سوى عدد قليل من الحجارة المقطوعة وجذع عمود. يتعبد اليهود في كنيس يعود بنائه إلى التاريخ الحديث».
في عام 1881، وصف صندوق استكشاف فلسطين البقيعة بأنها «قرية جيدة، مبنية من الحجر، تحتوي على كنيسة مسيحية وكنيس يهودي. يوجد حوالي 100 مسلم وحوالي 100 مسيحي وحوالي 100 دروز وحوالي 100 يهودي. وتقع على منحدر تل الصنوبر، مع وجود للحدائق والتين والزيتون والرمان والأراضي الصالحة للزراعة. وهناك نبع جيد في القرية، وينبوعان من الينابيع. هذا هو المكان الوحيد الذي يعمل فيه اليهود بزراعة الأرض». وأظهرت قائمة سكانية تعود إلى حوالي عام 1887 أنَّ البقيعة تضم حوالي 950 نسمة؛ منهم من الدروز واليهود والمسيحيين.

### الانتداب البريطاني

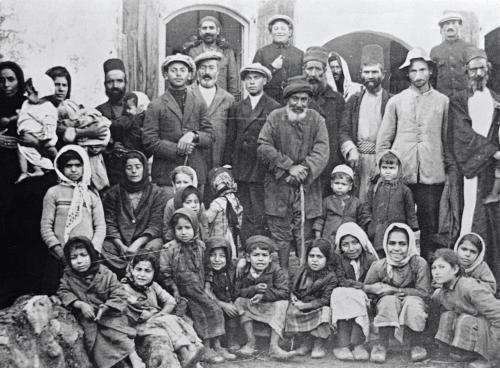
صورة تاريخية ليهود البقيعة من عام 1930.

في تعداد السكان الذي أجري عام 1922 من قبل سلطات الإنتداب البريطاني، كان عدد سكان البقيعة حواي 652 نسمة؛ منهم حوالي 70 مسلم، وحوالي 63 يهودي، وحوالي 215 مسيحي وحوالي 304 درزي. توزع السكان المسيحيين بين 167 من الأرثوذكس وحوالي 48 من الروم الكاثوليك الملكيين. في تعداد 1931، بلغ عدد سكان البقيعة حوالي 799 نسمة؛ كان منهم حوالي 71 مسلم، وحوالي 52 يهودي، وحوالي 264 مسيحي وحوالي 412 درزي، وكانوا يسكنون في إجمالي 190 منزلًا.
في عام 1936 أجبرت أعمال الشغب العربية يهود البقيعة على مغادرة منازلهم إلى مناطق أكثر أمانًا في البلاد؛ وعاد عدد قليل منهم إلى القرية في وقت لاحق.
في إحصاءات عام 1945 بلغ عدد سكان القرية حوالي 990 نسمة؛ منهم حوالي 100 مسلم، وحوالي 370 مسيحي، وصُنف حوالي 520 «كآخرون» أي من «الدروز»، وكانوا يمتلكون حوالي 10,276 دونماً، بينما إمتلك اليهود حوالي 189 دونماً، وكان 3,731 دونم ملكية عامة، طبقًا لمسح رسمي للأراضي والسكان. ومن هذه الأراضي، تم تخصيص 1,598 دونم للمزارع والأراضي القابلة للري، وحوالي 3,424 للحبوب، في حين تم تصنيف 40 دونم كمناطق مبنية.

### دولة إسرائيل

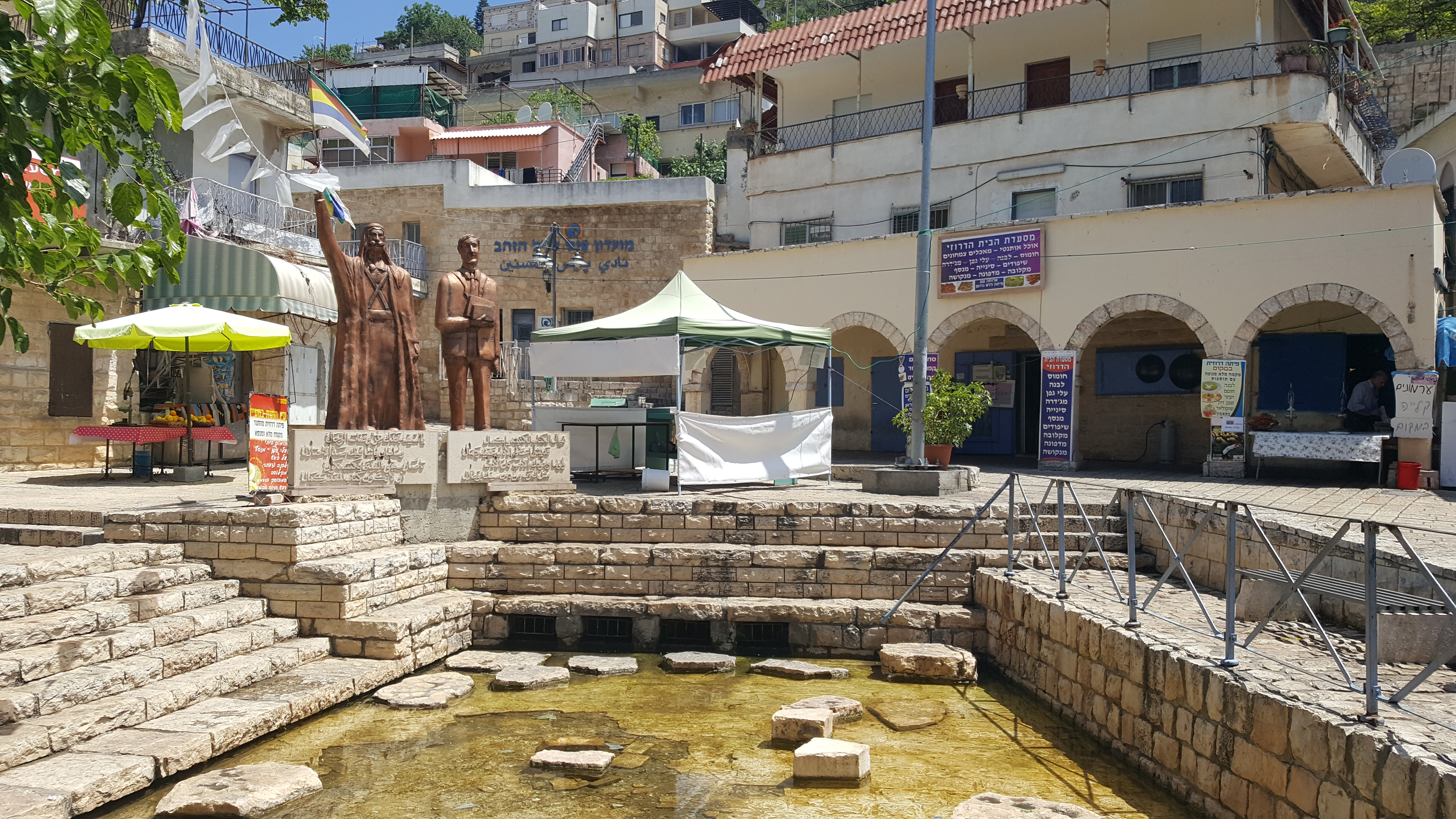
تمثال سلطان باشا الأطرش وكمال جنبلاط في ساحة العين.

في يوليو من عام 2006 أصيبت البقيعة بصواريخ الكاتيوشا التي أطلقها حزب الله، مما تسبب في أضرار جسيمة للمنازل والبساتين في البلدة.
في أكتوبر عام 2007 اندلعت أعمال شغب بعد بناء هوائي للهواتف الخليوية بجوار البلدة بسبب المخاوف من أن هذه الهوائيات مرتبطة بزيادة في أمراضي السرطان. أطلقت شرطة مكافحة الشغب الرصاص وقنابل الغاز، مما زاد من غضب السكان الذين أحرقوا منزل عائلة يهودية تعيش في البلدة. وفي ديسمبر من عام 2007 غادرت آخر عائلة يهودية البلدة بعد إحراق سيارتها. ولم يبق هناك سوى مرغاليت زيناتي، وهي سليلة عائلة من اليهود المستعربين، لتُبقى على قيد الحياة تراث المدينة اليهودي المتلاشي.
في عام 2010 قامت مجموعة من اليهود المتطرفين من الكريوت حيث قاموا بإنزال علم الطائفة الدرزية المتواجد في ساحة العين بجانب تمثال سلطان باشا الأطرش. في عام 2011 وافقت الحكومة الإسرائيلية على برنامج مساعدات بقيمة 680 مليون شيكل (184 مليون دولار) للإسكان والتعليم والسياحية في البقيعة وغيرها من المجتمعات الدرزية في شمال إسرائيل.

## ديموغرافيا

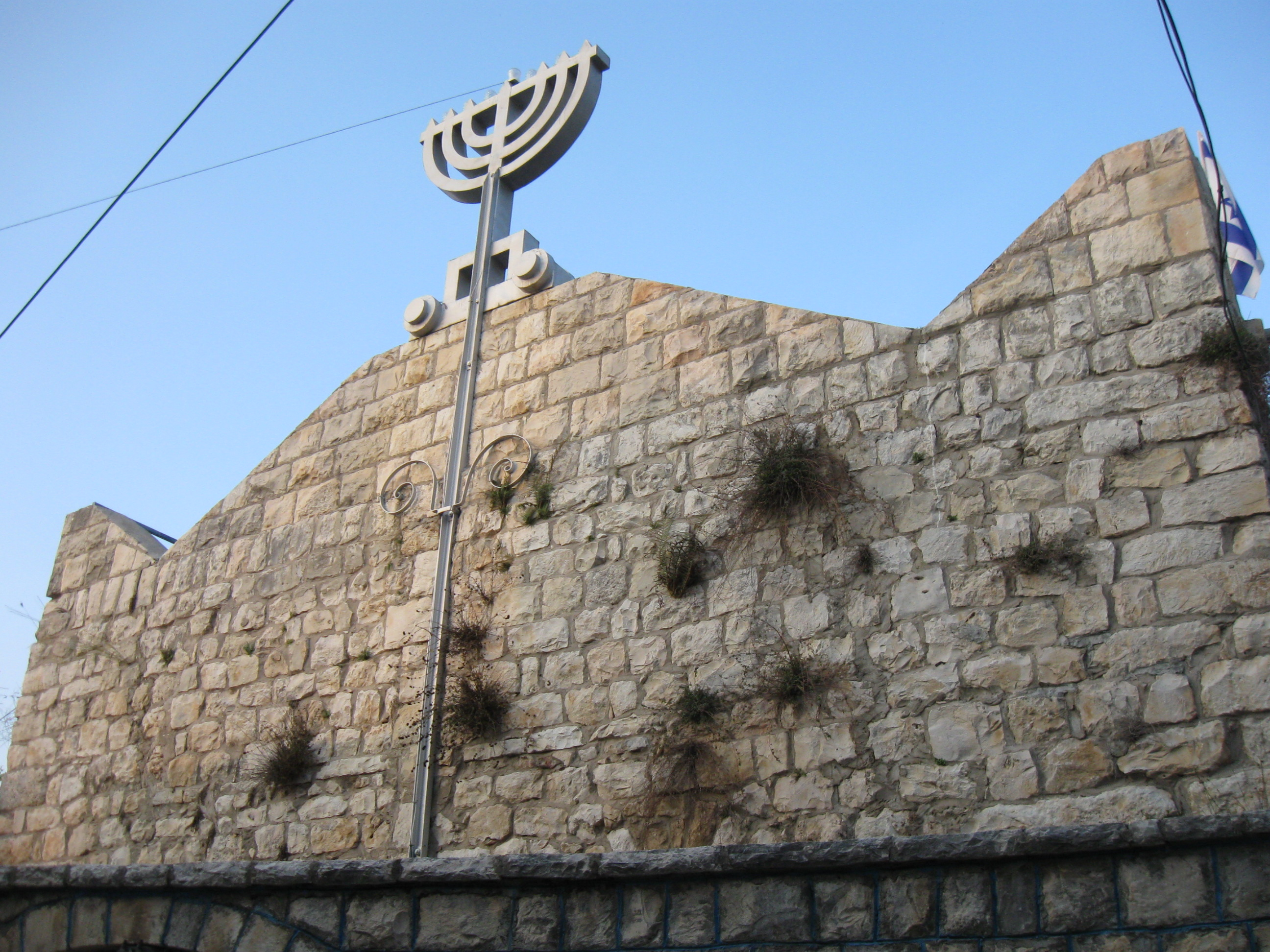
كنيس البقيعة القديم.

وفقاً لمعطيات دائرة الإحصاء المركزية الإسرائيلية في عام 2017 كان حوالي 78.1% من السكان من الموحدون الدروز وحوالي 20.7% من السكان من المسيحيين وحوالي 1.1% من السكان من المُسلمين. تضم البقيعة على خلوتان للطائفة الدرزية، ومن عائلاتها الدرزيَّة: آل سويد وخير وفضول وزين الدين وغيرها. وينتمي المسيحيين في البقيعة إلى إلى الكنيسة الأرثوذكسية الشرقية وكنيسة الروم الملكيين الكاثوليك، وتضم البلدة على كنيستين. من الحمائل المسيحيَّة في البلدة: آل بليك، وبلوط، وجبران، وحاج، وحنا، وخُوري، وسخنيني، وسمور، وصباغ، وعبدة، وعبود، وعيسى (أبو غزالة)، ومخول، وواكيم، وعودة وهردل. وبحسب التقاليد يعود الحضور المسيحي في البقيعة إلى الحقبة البيزنطية.
وفقًا للتقاليد حافظت الجالية اليهودية في البقيعة على وجود هناك منذ فترة الهيكل الثاني. كانت فترة الانقطاع الوحيد في وجودهم خلال أعمال الشغب العربية بين عام 1936 وعام 1939. لم يعد معظم اليهود إلى القرية بعد أعمال العنف. ويعتقد أن آل زيناتي هم الأسرة الوحيدة التي عادت، وقد تضائل أعداد هذه العائلة إلى فرد واحد.
وفقاً لمعطيات دائرة الإحصاء المركزية الإسرائيلية، في عام 2017 نما عدد السكان بمعدل نمو سنوي بلغ 1.4%. وكانت في المرتبة الخامسة من أصل عشرة في المؤشر الاجتماعي-الاقتصادي في عام 2015. وبلغت نسبة المؤهلين للحصول على شهادة الثانوية العامة أو البجروت بين طلاب الصف الثاني عشر في المدارس الحكوميَّة بين عام 2016 وعام 2017 حوالي 86.7%. وكان متوسط الراتب الشهري للسكان في نهاية عام 2016 هو 7,065 شيكل جديد بالمقارنة مع المتوسط الوطني حوالي 8,913 شيكل جديد.